# Curtiss P-6
Die Curtiss P-6 Hawk war ein amerikanisches Doppeldecker-Jagdflugzeug der USAAC aus dem Jahr 1929.

## Geschichte und Konstruktion
Es war der Nachfolger der Curtiss P-1 von 1925, auf deren P1-B-Basis sie entstand. Die P-6 wurden in diversen Varianten hergestellt. Die Maschinen besaßen einen Curtiss-V-1570-12-Zylinder-V-Motor und waren aerodynamisch besser geformt als die alten P-1. Die P-6 kam ab 1929 zum Einsatz und war eines der wendigsten Flugzeuge seiner Zeit. Die letzten Typen wurden 1932 hergestellt und blieben bis 1937 im Dienst.

## Varianten
- P-6 8 Stück
- P-6A 18 Stück
- P-6D 12 Stück, Curtiss-V-1570C-Motor, zusätzlich mit Turbolader
- P-6E 46 Stück, P-6D mit besserer Aerodynamik
- P-6F 2 Stück
- P-6S Exportversion, Pratt & Whitney R-1340-Motor 456 PS

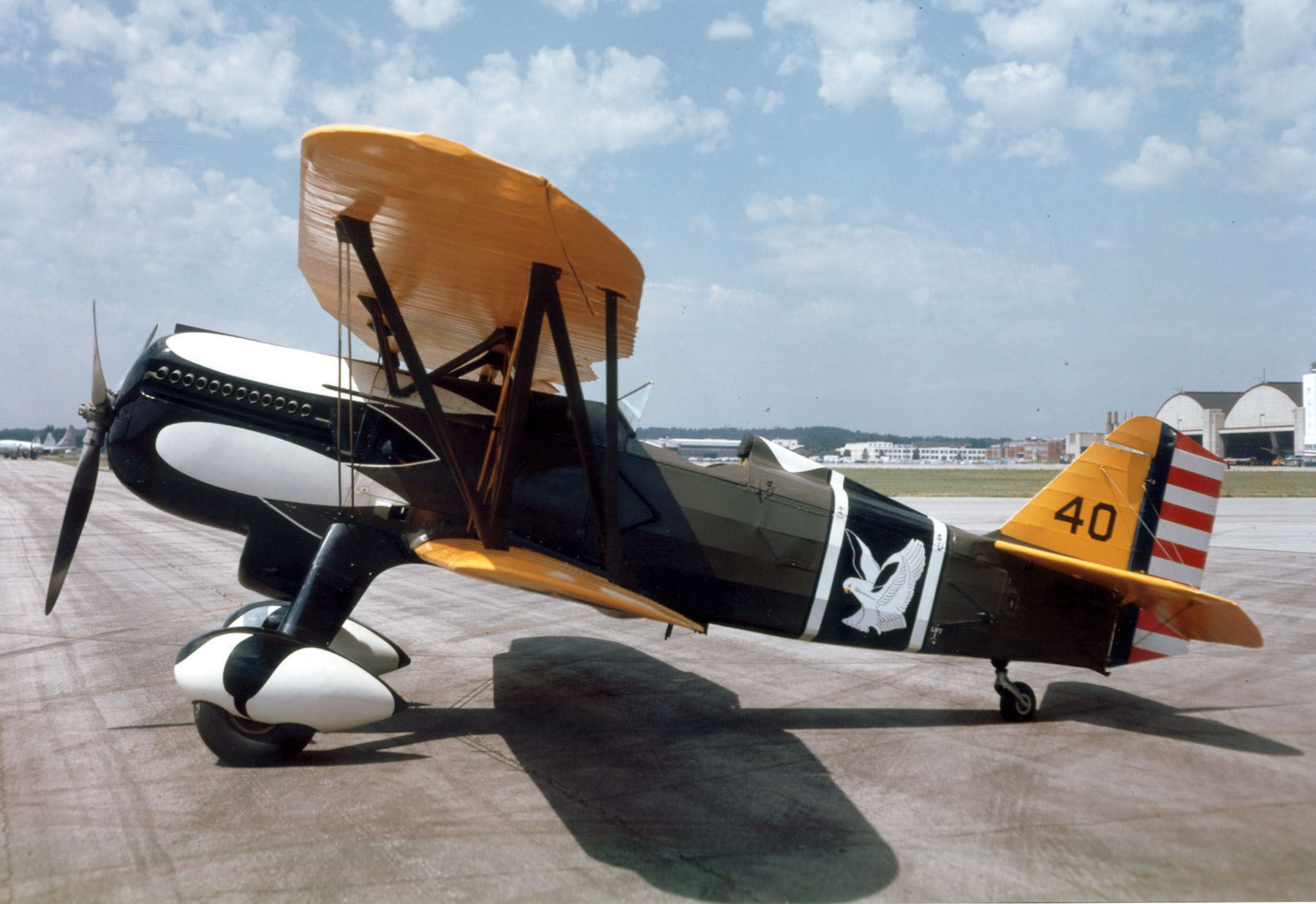
Eine erhaltene Curtiss P-6 im US-Luftwaffenmuseum

Eine P-6E kann man im National Museum der United States Air Force auf der Wright-Patterson Air Force Base nahe Dayton (Ohio) besichtigen. Eine andere Maschine steht im US Marine Corps Museum in Quantico, Virginia.

## Militärische Nutzer
- Bolivien
- Japan: 1 P-6S zum Testen
- Kuba: 3
- Niederländisch-Indien: 16
- China: 50
- Vereinigte Staaten: United States Army Air Corps

## Technische Daten
| Kenngröße             | Daten der Curtiss P-6E Hawk                       |
| --------------------- | ------------------------------------------------- |
| Besatzung             | 1                                                 |
| Länge                 | 7,06 m                                            |
| Spannweite            | 9,60 m                                            |
| Flügelfläche          | 23,4 m²                                           |
| Höhe                  | 2,70 m                                            |
| Antrieb               | ein Curtiss V-1570-23 „Conqueror“ 600 PS (447 kW) |
| Höchstgeschwindigkeit | 328 km/h                                          |
| Reichweite            | 772 km                                            |
| Dienstgipfelhöhe      | 7437 m                                            |
| Leermasse             | 1224 kg                                           |
| Startmasse            | 1516 kg                                           |
| Bewaffnung            | 2× MG .30 cal (7,62 mm)                           |

## Einsatzländer
- Japan, Kuba, Niederländisch-Indien, USA